# Dictador
Dictador je výrobce rumu v Kolumbii. Rumy Dictador jsou vyráběné z panenského sirupu z cukrové třtiny oproti masověji používané melase.

## Histore
Rum je pojmenován po Severu Arangovi y Ferrovi, přezdívaném „El Dictador“, který koncem 18. století dohlížel na obchod a výběr daní mezi Španělskem a koloniemi. Na konci 18. století přišel Severo Arango y Ferro do Cartageny de Indias v Nueva Granadě (dnešní Kolumbie). Měl v plánu zlepšit systém výběru daní pro Španělsko v amerických španělských koloniích. Jeho silná a mocná povaha byla rychle rozpoznána a brzy se stal Dictadorem. Během svého pobytu v Nueva Grenadě (dnešní Columbie) si zamiloval chuť rumu. Jeho oddanost a náklonnost k tropickému lektvaru ho přivedly k tomu, že se stal klíčovým dodavatelem exotických lihovin z cukrové třtiny, které byly v té době v regionu považovány za platidlo. V roce 1913 založil jeden z jeho potomků společnost Destilería Colombiana. Don Julio Arango y Parra strávil roky zkoumáním mýtu o El Dictadorovi a složitosti výroby rumu, aby se stal nejlepším výrobcem rumu v karibské zóně, a zároveň uctil odkaz svého předka.

## Výroba
Lihovar Dictador se nachází v Cartageně de Indias u Karibského moře v Kolumbii. Výsadní poloha téměř na břehu moře vytváří jedinečné mikroklima, ideální pro zrání rumu, s okolní teplotou nad 25 stupňů, relativní vlhkostí nad 85 % ročně. Blízkost moře dodává rumu charakteristickou chuť.
Rum Dictador se na rozdíl od melasy vyrábí z panenského sirupu z cukrové třtiny, při výrobě rumu se v závislosti na jeho typu fermentaci podrobuje šťáva získaná z prvního lisování cukrové třtiny. Později probíhá destilace. Takto získaný destilát putuje do dubových sudů, ve kterých zraje. Zde rum získává svůj konečný "střih" utvářející jeho chuť a buket. Od roku 2018 společnost Dictador uvedla na trh kategorii luxusních rumů a k dozrávání rumů byly zvoleny sudy jiných slavných lihovin, spolupráce doposud zahrnují whisky Glenfarclas, koňak Hardy, šampaňské Leclerc Briant, bourbon Barton, armagnac Laballe, Château d'Arche Sauternes a Vignobles Despagne. Tyto rumy jsou určeny nejen ke konzumaci, ale také pro sběratele a investory. Další luxusní řadou jsou rumy Wixarika. Na zdobení lahví byli najmutí lidé z kmene Wixarika (odtud i název celé řady), lahve zdobí vlastními korálky a vznikají tak unikátní umělecká díla.

## Produkce
Produktové portfolio společnosti Dictador se zaměřuje na stařené rumy: Dictador 12yo, Dictador 20yo, Dictador XO Perpetual, Dictador XO Insolent, a dále řady Dictador Best of, Dictador Episodio, Dictador Jerarquia a luxusní řady Dictador Two Masters a Dictador Wixarika

## Ocenění
Na výrobu rumu Dictador osobně dohlíží Hernan Arango Parra, potomek slavného Dona Julia Aranga y Parra. Hernan Parra je zástupcem třetí generace rodiny, která vytváří vytříbený kolumbijský rum. Mistr dohlíží na celý proces výroby nápoje podle jedinečných rodinných receptur, zdokonalovaných po tři generace.
Hernan Parra se těší velkému uznání ve světě master blenderů a jeho rumy byly mnohokrát oceněny na mezinárodních soutěžích, včetně zlaté medaile na World Spirit Awards, San Francisco World Spirit Competition, Miami Rum Festival, Tokyo Whiskey and Spirits Competition a mnoha dalších.